# Jótállás
A jótállás (hétköznapi nevén garancia) egy polgári jogi jogintézmény. A magyar jogban a 2013. évi V. törvény (Polgári törvénykönyv) szabályozza. (Korábban a jótállás szabályait az 1959. évi IV. törvény 248. §-a tartalmazta.)

## Főbb szabályai
Aki a szerződés teljesítéséért jótállást vállal vagy jogszabály alapján jótállásra köteles, a jótállás időtartama alatt a jótállást keletkeztető jognyilatkozatban vagy jogszabályban foglalt feltételek szerint köteles helytállni a hibás teljesítésért. Mentesül a jótállási kötelezettség alól, ha bizonyítja, hogy a hiba oka a teljesítés után keletkezett.
A jótállás a jogosultnak jogszabályból eredő jogait nem érinti.
Tulajdonosváltozás (a dolog tulajdonjogának átruházása )esetén a jótállásból eredő jogokat  esetén az új tulajdonos érvényesítheti a jótállást vállaló kötelezettel szemben.

## A jótállási igény érvényesítése
A jótállási igény a jótállási határidőben érvényesíthető. Ha a jótállásra kötelezett kötelezettségének a jogosult felhívására - megfelelő határidőben - nem tesz eleget, a jótállási igény a felhívásban tűzött határidő elteltétől számított 3 hónapon belül akkor is érvényesíthető bíróság előtt, ha a jótállási idő már eltelt. E határidő elmulasztása jogvesztéssel jár.A jótállási igény érvényesítésére egyebekben a kellékszavatossági jogok gyakorlására vonatkozó  szabályokat kell megfelelően alkalmazni.